# Aşağıkarahalit, Tutak
Aşağıkarahalit là một xã thuộc huyện Tutak, tỉnh Ağrı, Thổ Nhĩ Kỳ. Dân số thời điểm năm 2011 là 378 người.